# L'ultima vergine americana
L'ultima vergine americana (The Last American Virgin) è un film del 1982 diretto da Boaz Davidson.
Il film è il remake statunitense del film israeliano Pop Lemon diretto dallo stesso regista nel 1978.
Il titolo si riferisce al protagonista destinato a non avere un appagamento con l'altro sesso.

## Trama
California, anni '80. Rick, David e Gary sono tre adolescenti amici sempre in cerca di conquiste femminili. Gary si innamora di Karen, sua coetanea, ma prima che riesca a trovare il coraggio per dichiararle il suo amore, la ragazza conosce Rick ad una festa e si innamora di lui.
Quando Karen resta incinta di Rick, questi la lascia. La ragazza si rivolge allora a Gary, il quale, con grossi sacrifici, riesce a trovare i soldi necessari per farla abortire. Il ragazzo è ormai certo di aver conquistato l'affetto della giovane, ma Karen, nel giorno del suo compleanno, si lascia di nuovo andare tra le braccia del cinico Rick. Gary, in preda alle lacrime, fugge via.

## Incasso
Il film ha incassato ai botteghini un totale di 5.829.781 dollari.

## Colonna sonora
- The Police - De Do Do Do, De Da Da Da
- Quincy Jones - Just Once
- Gleaming Spires - Are You Ready for the Sex Girls
- KC and the Sunshine Band - That's the Way (I Like It)
- The Human League - Love Action (I Believe in Love)
- Commodores - Oh No
- Oingo Boingo - Better Luck Next Time
- The Waitresses - I Know What Boys Like
- Blondie - In the Flesh
- Journey - Open Arms
- REO Speedwagon - Keep on Loving You
- The Cars - Since You're Gone
- The Cars - Shake It Up
- Devo - Whip It
- Los Fabulosos 3 Paraguayos - Besame Mucho
- Los Fabulosos 3 Paraguayos - Granada
- The Dancing Brass - Espana Cani
- Charlene - It Ain't Easy Comin' Down
- Phil Seymour - When I Find You
- U2 - I Will Follow
- The Plimsouls - Zero Hour
- Tommy Tutone - Teen Angel Eyes
- The Fortune Band - Airwaves